# Leendert Bolle
Leendert Bolle (Rotterdam, 11 april 1879 – Rheden, 13 december 1942) was een Nederlandse beeldhouwer en medailleur, vanaf 1914 bekend als beeldhouwer van betonnen sculpturen.
Van 19 juli 2025 tot 9 november 2025 is er in het Chabot Museum een indrukwekkend overzicht van zijn werk te zien.

## Leven
Leendert of Leen Bolle was een zoon van graanhandelaar Johannes Lieven Bolle en Anna Helena Schalkwijk. Hij werd opgeleid aan de Academie van Beeldende Kunsten in Rotterdam en de Académie Julian in Parijs. Hij was een leerling van onder anderen Alexander van Maasdijk en Simon Miedema. Tussen 1906 en 1913 verbleef hij geregeld in de Verenigde Staten, waar hij werkte voor diverse beeldhouwers. In 1913 vestigde hij zich weer in Rotterdam.
De laatste jaren van zijn leven kon Bolle niet verder zonder een rolstoel, maar geld voor de aanschaf had hij niet. Vrienden brachten dat geld bijeen. De rolstoel werd ontworpen door Gispen’s Fabriek voor Metaalbewerking N.V.

## Werken
Leendert Bolle vervaardigde veel bouwbeeldhouwwerk. Voorbeelden zijn sluitstenen aan de Rotterdamse Van Beuningenbrug uit 1931, een van de vier Statensingelbruggen in Rotterdam. Aan de ene kant zit Henry Ford in een autootje, aan de andere kant staat Charlie Chaplin. Ook ontwierp hij in 1937 een beeltenis van Erasmus voor het gebouw van het Erasmiaans Gymnasium aan de Wytemaweg, alsmede de kleine leeuwtjes in de groene tegels van klokkentoren van Rotterdamse beursgebouw. De kleur van de tegels is een referentie naar het stadswapen van Rotterdam.
Ook vrijstaande beelden en monumenten behoren tot het oeuvre van Bolle. Zo ontwierp hij het Vissersmonument in Egmond aan Zee uit 1922 en voor de Sint-Laurenskerk een bronzen beeldengroep uit 1930 voor een zendingspredikant, die in de 17e eeuw werd vermoord op Formosa.  

Qua toegepast werk maakte Bolle in 1934 de penning Lucht en water voor de Vereniging voor Penningkunst en leverde hij verfraaiingen aan de in 1937 in Rotterdam te water gelaten, maar inmiddels gesloopte passagiersschip Nieuw Amsterdam.

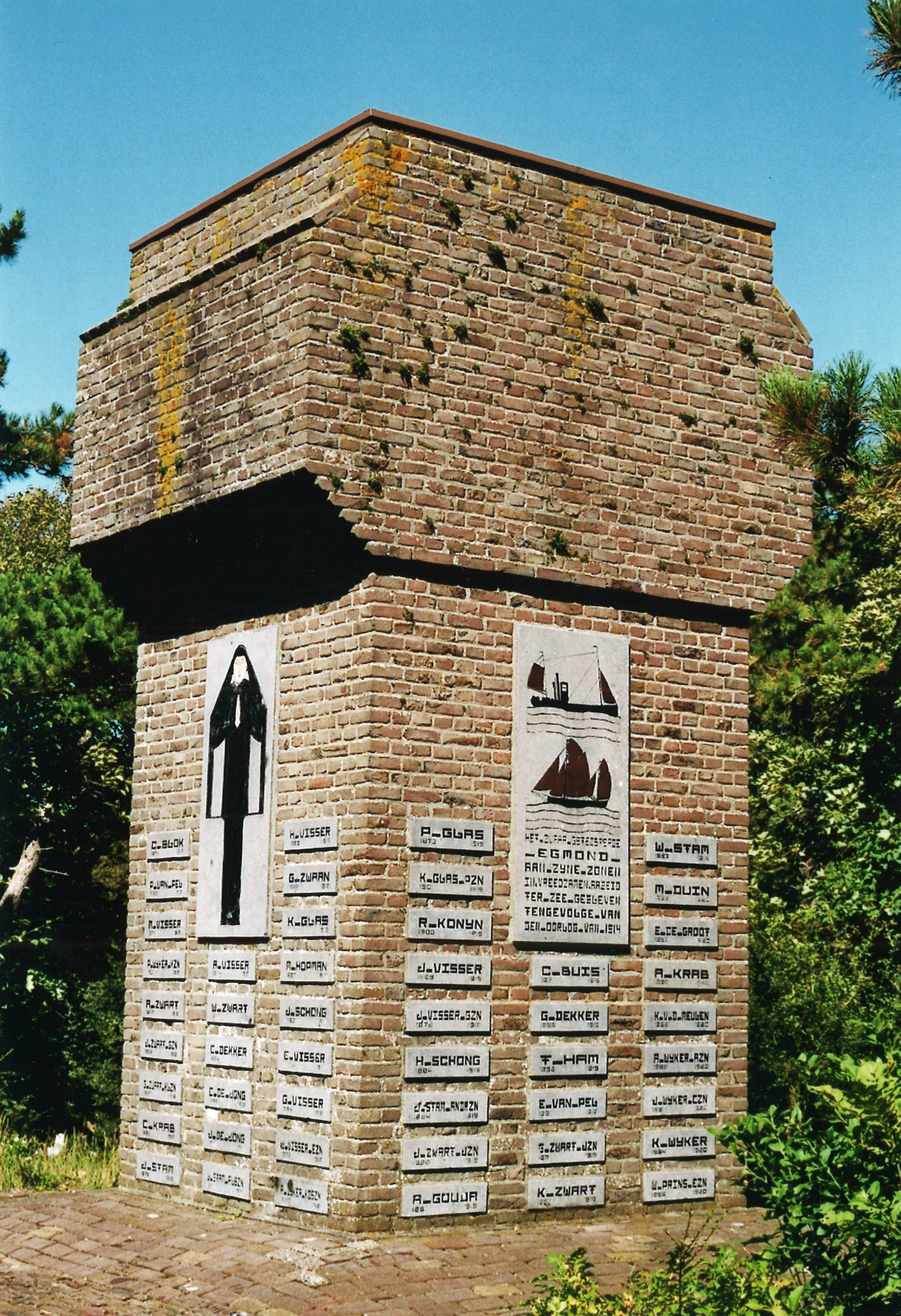
Vissersmonument in Egmond aan Zee (1922)
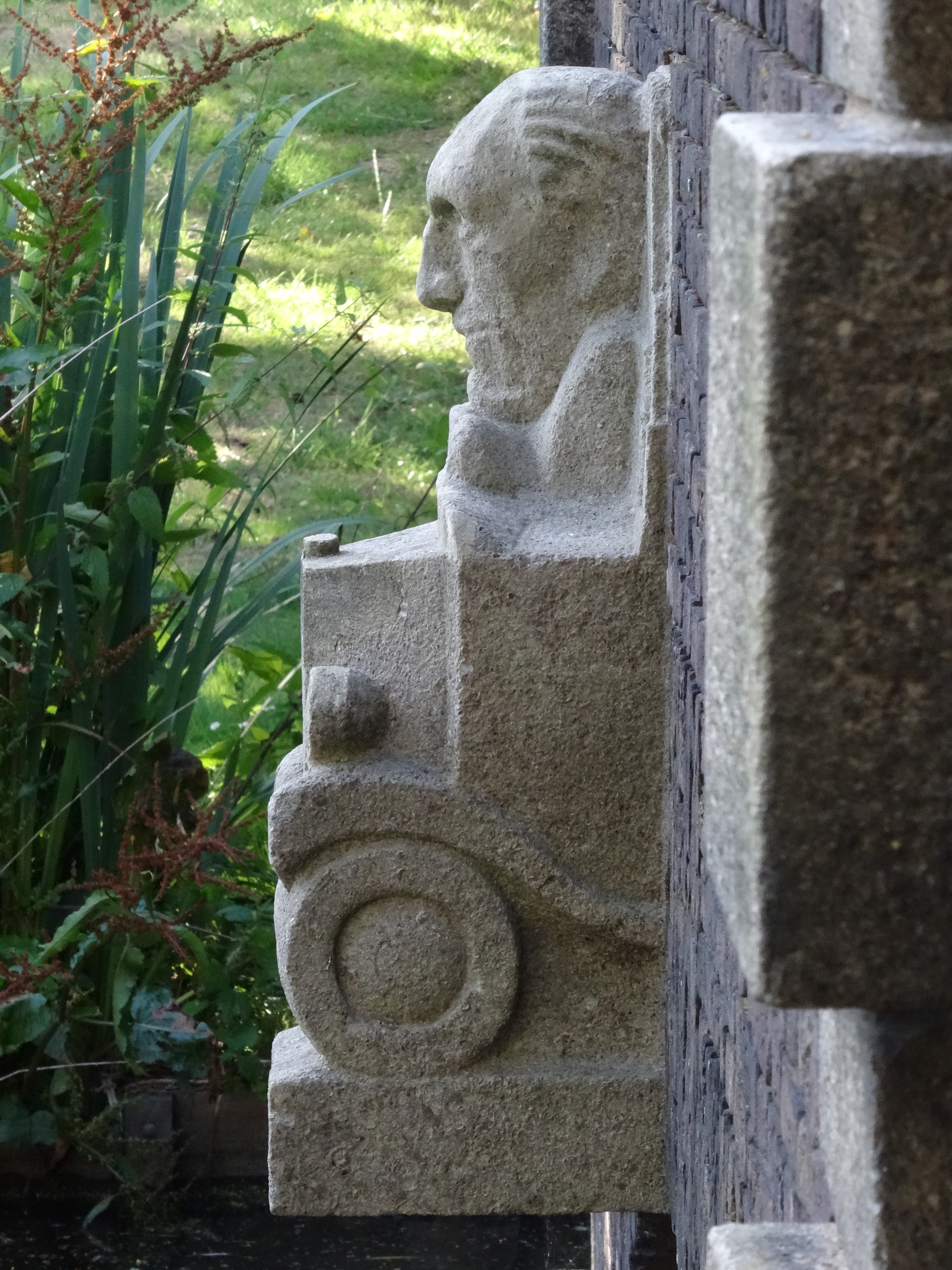
Henry Ford aan de Van Beuningenbrug (1931)
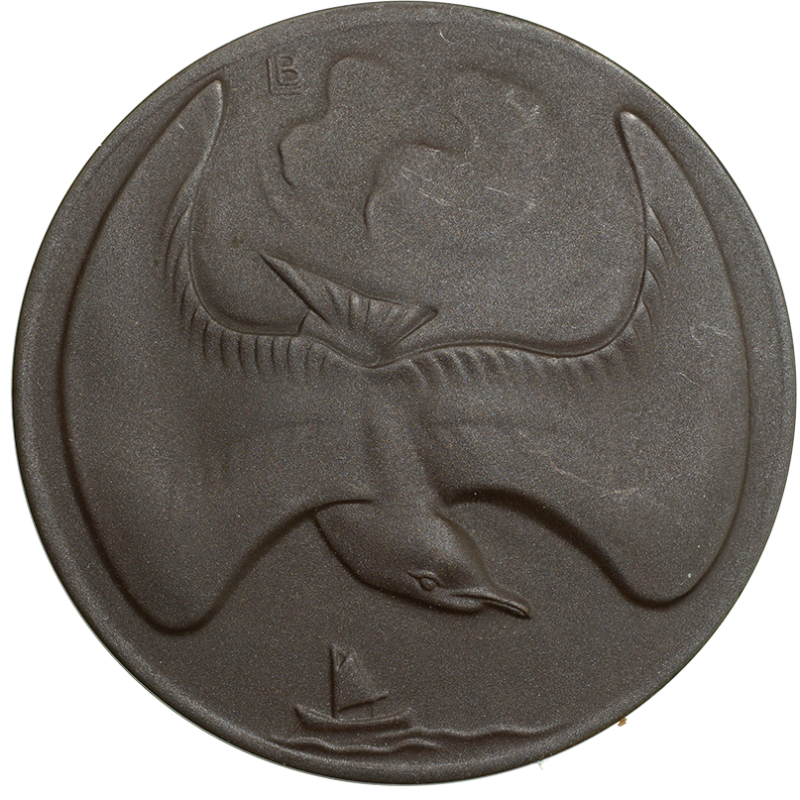
De penning Lucht en Water (1934)
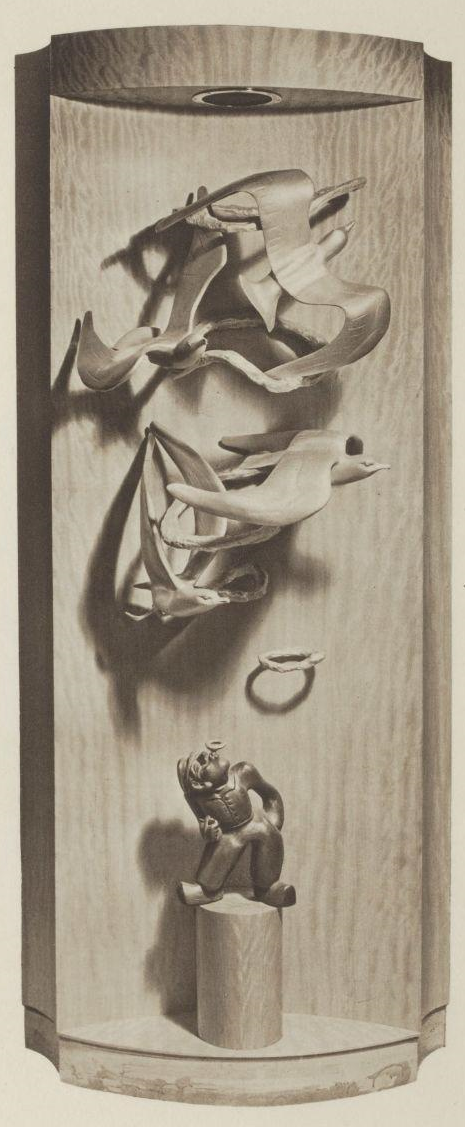
Metaalplastiek voor de Nieuw Amsterdam (1938)

### G.J. de Jongh Monument
Een bekend werk van Bolle is het bronzen hekwerk, alsmede het reliëf in de naald van het monument (1935) voor Gerrit de Jongh in het Museumpark in Rotterdam.

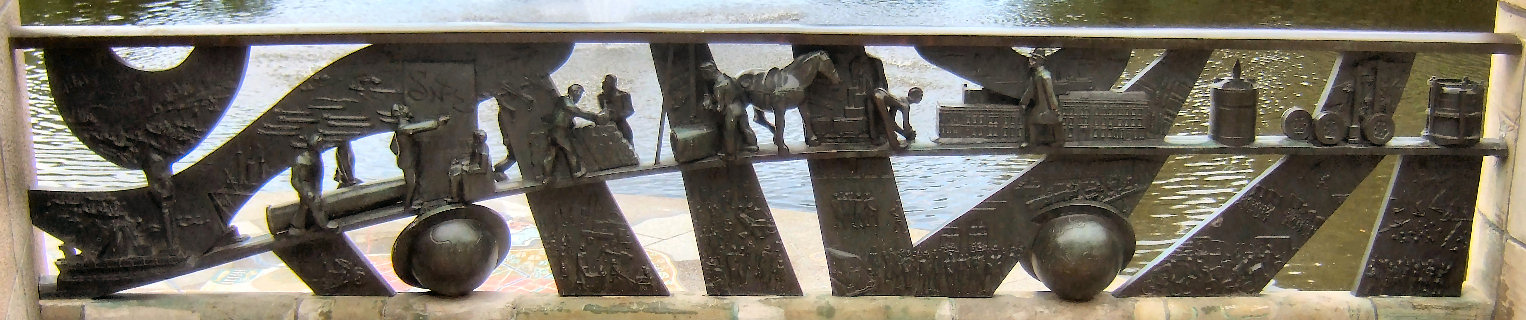
Bronzen figuren in het monument voor G.J. de Jongh

- Biografisch Portaal: 67192930
- RKD-Nederlands Instituut voor Kunstgeschiedenis: 10142
- Union List of Artist Names: 500527717
- Virtual International Authority File: 8980167202659467930000